# یوریا هیپ (گروه موسیقی)
یوریا هیپ (به انگلیسی: Uriah Heep) یک گروه پُرسابقهٔ راک انگلیسی است که از سال ۱۹۶۹ تاکنون فعال است. از یوریا هیپ به خاطر ملودیک بودن آهنگ‌های‌شان و استفاده از صداهای متعدد خواننده‌های هم‌آوا همراه با خوانندهٔ اصلی، با عنوان «بیچ بویزِ موسیقی هوی متال» هم یاد می‌شود. موسیقی آن‌ها تاثیرگرفته از پراگرسیو راک، هارد راک، هوی متال، جَز و حتی در پاره‌ای اوقات، موسیقی کانتری است.
آخرین آلبوم آن‌ها با نام Into the Wild در سال ۲۰۱۱ روانهٔ بازار شد. از ۲۱ آلبوم پیشین آن‌ها که از سال ۱۹۷۰ تا ۲۰۰۸ منتشر شدند بیش از ۳۰ میلیون نسخه به‌فروش رسیده‌است.

## شکل‌گیری

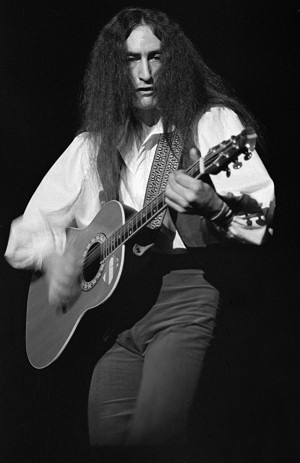
کن هنزلی

یوریا هیپ را دیوید بایْرِن (خواننده) و میک باکس (گیتاریست) بنیان گذاشتند. آن‌ها قبلاً عضو گروهی به نام اِستاکِرز بودند و زمانی که اِستاکِرز منحل شد، گروه خودشان با نام اسپایس را تشکیل دادند. با پیوستن کِن هِنزلی (نوازندهٔ کیبورد و گیتار) و پال نیوتن (باسیست) گروه به ترکیب مناسبی رسید و پس از مدتی نام‌اش به یوریا هیپ تغییر یافت. اعضای گروه، نام‌شان را از یکی از شخصیت‌های آفریدهٔ چارلز دیکنز در رمان دیوید کاپرفیلد اقتباس کردند. درامر پیشین اسپایس، اَلکس نِیپیِر هم برای مدت کوتاهی به آن‌ها پیوست که به‌زودی جای‌اش را به نایجل اولسن داد. این ترکیب در سال‌های بعد بارها دست‌خوش تغییر شد به شکلی که در دو دههٔ بعدی، یوریا هیپ بیش از ۳۰ عضو مختلف را در ترکیب نفرات‌اش تجربه کرد.